# Cynanchum bernardii
Cynanchum bernardii är en oleanderväxtart som beskrevs av G. Morillo. Cynanchum bernardii ingår i släktet Cynanchum och familjen oleanderväxter. Inga underarter finns listade i Catalogue of Life.